# Manda (České Budějovice)
Manda (též Magdalenenturm) byla 21 metrů vysoká gotická hradební věž v Českých Budějovicích, která stála u jižního konce Kněžské ulice v místě porevolučního prodloužení budovy Biskupského gymnázia.

## Historie a využití
První písemná zmínka pochází z roku 1400 a uvádí výdaje na opravu, takže se předpokládá, že věž vznikla již ve druhé polovině 14. století. Pojmenování pochází z 15. století, kdy pod věží v letech 1433–1443 provozovala lázně Magdalena Kozlovcová, uváděná také jako Manye, Manie, Manda. Lazebnice byla připomínána ještě v 16. století, kdy již lázně rodině Kozlovců nepatřily. Obranná funkce věže vymizela v průběhu 18. století. Věž poté sloužila jako skladiště, později byla upravena na byty, což si vyžádalo prolomení větších oken a stavbu komína, který se stal výraznou dominantou stavby. Zbytek hradby byl v souladu s těmito účely rovněž upraven, neboť původně byl přístupný pouze z ulice po dřevěném schodišti.

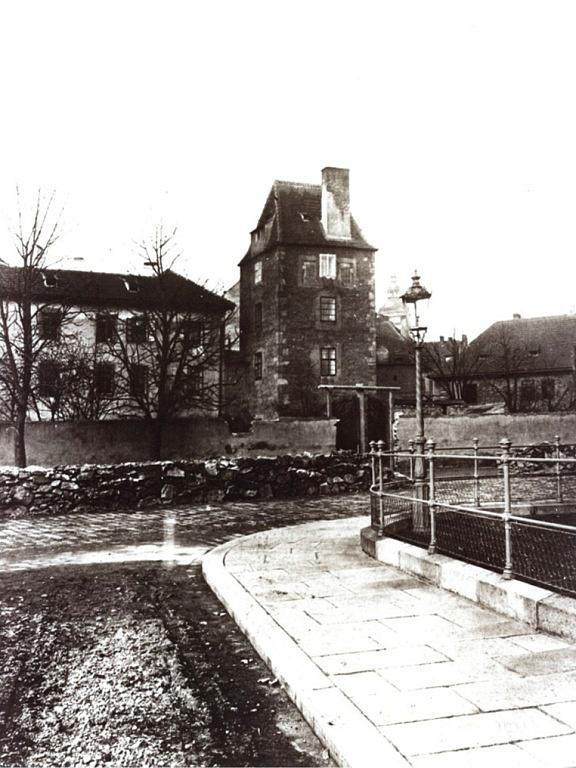
Manda od Jihočeského muzea mezi lety 1901 a 1904

## Kontroverzní zbourání věže
Různí autoři uvádějí různé letopočty odstranění stavby. Časopis Technický JIH uvádí rok 1903, Karel Pletzer rok 1905 a Jakub Pavel 1906. Ve skutečnosti byla zbourána v roce 1904, což historik Jan Schinko doložil dobovými články v tehdejším tisku, které podávají zprávu o již probíhající demolici 5. března 1904 a dokončení demolice 9. března 1904. Před započetím demoličních prací předala komise pro zachování uměleckých a historických památek městské radě návrh na zachování věže a záměr označila za vandalismus. Rada reagovala až v době, kdy bylo bourání zahájeno, odpovědí, že již stejně bourání probíhá a je nutné z důvodů komunikačních.
Samotné odstranění věže bylo zdůvodňováno lepší přístupností nově vznikajícímu Lineckému předměstí a bránění v průhledu na novou budovu Jihočeského muzea ze Široké ulice. Ani jednomu účelu ve skutečnosti nebránila. Nové vyústění ulic Široké a Kněžské do současné Jirsíkovy a nově vznikající Dukelské bylo realizováno o několik desítek metrů od místa zbořené věže. Zápis obecního zastupitelstva ze dne 14. června 1904 pak dokládá, že podstatná část uvolněného pozemku (54 m²) byla prodána majiteli vedlejší nemovitosti:
| „ | Část pozemku získaného zbouráním staré hradební věže v Kněžské ulici ve výměře 15 čtverečních sáhů byla prodána p. Šalamounovi Neubauerovi a sice sáh po 200 K. | “ |

Odstranění poslední ze tří hradebních českobudějovických věží tak bylo zbytečné. Reakcí na něj byl zvýšený zájem o zbývající dvě: Rabenštejnskou a Železnou pannu. Dílčí část pozemku po Mandě byla v roce 1904 zastavěna budovou školy sirotčince, dnešního Biskupského gymnázia, většina přístavbou traktu dále do Kněžské ulice a opatřeném věžičkou (1991).

## Obraz v kultuře
Manda se objevuje v četných verzích pověsti O bludném kamenu jakožto bydliště Markéty, milé hlavního hrdiny a dcery strážného (či hlásného) Hanse Steinstocka (v jiných verzích též Steinflocka, Šönflocka či Šenfloka). Věž se objevuje na pohlednicích Senovážného náměstí z přelomu 19. a 20. století, například M. Nissl & Sohn: Gruss aus Budweis, Weisenhaus mit Kapelle nebo L. E. Hansen: Pozdrav z Budějovic. Vzdělávací a sirotčí ústav ctihod. sester sv. Karla Borom.